# Vriesea paratiensis
Vriesea paratiensis är en gräsväxtart som beskrevs av Edmundo Pereira. Vriesea paratiensis ingår i släktet Vriesea och familjen Bromeliaceae. Inga underarter finns listade i Catalogue of Life.